# Козарніка (Ботевград)
Козарніка (болг. Козарника) — печера в західних балканських горах у Болгарії. Розташована поблизу села Липниця округу Ботевград, 600 м від району Преславиця. Болгарською «козарніка» означає «перо козла», а печеру було названо місцевими жителями, які в минулому ховали там своїх кіз.
Вхід у печеру має ширину 4,5 м і висоту 2,5 м. Її загальна довжина становить 89 м. У печері немає водних струмків, вона легко прохідна і складається з однієї галереї з одним відгалуженням, яке відходить від головної галереї. Перші 15 м галереї високі й широкі, але потім вона стає вужчою і нижчою. Є також 14-метровий вертикальний канал. 
Є багато печерних утворень, таких як сталактити, сталактони, сталагміти, дендрити, агломерати, печерні перли і хелати. Переважають білий і рожевий кольори. 
Фауна безхребетних включає троглобіонтів і троглоксенів. У печері було виявлено кістки печерних тварин і кераміку. 
Козарніку було описано в 1966 році Ц. Ніколовим, П. Димитровим, В. Туєвським і Г. Райновським.